# 愛麗絲千手螺
愛麗絲千手螺（学名：Chicomurex elliscrossi）为骨螺科下的一个种。原屬千手螺屬（Chicoreus），今屬Chicomurex屬。